# Ofatulena
Ofatulena es un género de polillas tortrícidas, categorizado en la tribu Grapholitini, de la subfamilia Olethreutinae. Fue descrito por Heinrich en 1926.

## Especies
- Ofatulena duodecemstriata (Walsingham, 1884)
- Ofatulena jamaicana (Walsingham, 1897)
- Ofatulena luminosa Heinrich, 1926